# Mitchell Docker
Mitchell Docker (Melbourne, 2 ottobre 1986) è un ex ciclista su strada e pistard australiano. Specialista delle classiche, professionista dal 2009 al 2021, ha ottenuto una vittoria di tappa alla Route du Sud 2010 e il sesto posto alla Gand-Wevelgem 2011.

## Palmarès

### Strada
- 2007 (Drapac, una vittoria)

3ª tappa Tour de Hokkaido
- 2008 (Drapac, una vittoria)

5ª tappa Tour of East Java
- 2010 (Skil-Shimano, due vittorie)

1ª tappa Delta Tour Zeeland (Middelburg > Goes)
4ª tappa Route du Sud (Lavaur > Castres)
- 2013 (Orica-GreenEDGE, una vittoria)

3ª tappa Jayco Bay Classic

### Altri successi
- 2014 (Orica-GreenEDGE)

1ª tappa Giro d'Italia (Belfast, cronosquadre)

## Piazzamenti

### Grandi Giri
- Giro d'Italia

2014: ritirato (15ª tappa)
2018: 131º
- Vuelta a España

2012: 166º
2013: 135º
2014: 147º
2018: 151º
2019: 122º
2020: 132º

### Classiche monumento
- Milano-Sanremo

2018: ritirato
2020: 126º
- Giro delle Fiandre

2010: ritirato
2011: ritirato
2013: 107º
2014: 97º
2015: 111º
2016: 90º
2017: 92º
2018: ritirato
- Parigi-Roubaix

2009: ritirato
2010: 47º
2011: 15º
2013: ritirato
2014: 29º
2015: 91º
2016: ritirato
2017: 91º
2018: 63º
2019: 76º
2021: ritirato

### Competizioni mondiali
- Campionati del mondo

Varese 2008 - In linea Under-23: 78º
Richmond 2015 - In linea Elite: ritirato
Doha 2016 - In linea Elite: 50º
Bergen 2017 - In linea Elite: 62º
Yorkshire 2019 - In linea Elite: ritirato